# Highlander: Endgame
Highlander: Endgame is een Amerikaanse actiefilm uit 2000 onder regie van Doug Aarniokoski. Het is het vierde deel in de Highlander-filmserie.

## Rolverdeling
| Acteur              | Personage            |
| ------------------- | -------------------- |
| Adrian Paul         | Duncan MacLeod       |
| Christopher Lambert | Connor MacLeod       |
| Bruce Payne         | Jacob Kell           |
| Lisa Barbuscia      | Kate MacLeod / Faith |
| Donnie Yen          | Jin Ke               |
| Jim Byrnes          | Joe Dawson           |
| Peter Wingfield     | Methos               |
| Damon Dash          | Carlos               |
| Beatie Edney        | Heather MacLeod      |
| Sheila Gish         | Rachel Ellenstein    |
| Oris Erhuero        | Winston              |
| Ian Paul Cassidy    | Cracker Bob          |
| Adam Copeland       | Lachlan              |
| Mihnea Trusca       | Villager             |
| June Watson         | Caiolin MacLeod      |